# Ramsarsko mokrišče
Ramsarsko območje ali Ramsarsko mokrišče je mokrišče, ki je v skladu z Ramsarsko konvencijo označeno kot mednarodno pomembno.
Znana tudi kot Konvencija o mokriščih je medvladna okoljska pogodba, ki jo je leta 1971 ustanovil UNESCO in je začela veljati leta 1975. Predpisuje nacionalno ukrepanje in mednarodno sodelovanje v zvezi z ohranjanjem mokrišč in pametno in trajnostno rabo njihovih virov. Ramsar opredeljuje mokrišča mednarodnega pomena, zlasti tista, ki zagotavljajo habitat vodnih ptic.
Od julija 2021 je trenutno 2424 ramsarskih območij po vsem svetu, ki ščitijo 254.603.549 hektarjev, trenutno pa sodeluje 171 državnih vlad.

## Seznami območij
Ramsarska območja so uvrščena na seznam Ramsarskih mokrišč mednarodnega pomena.
Neprofitna organizacija Wetlands International omogoča dostop do baze podatkov Ramsar prek informacijske službe Ramsar Sites.

## Kriteriji za Ramsarsko območje
Mokrišče se lahko šteje za mednarodno pomembno, če velja katero koli od naslednjih devetih meril:
- Merilo 1: »vsebuje reprezentativen, redek ali edinstven primer naravnega ali skoraj naravnega mokrišča, najdenega v ustreznem biogeografskem območju.«
- Merilo 2: »podpira ranljive, ogrožene ali kritično ogrožene vrste ali ogrožene ekološke skupnosti.«
- Merilo 3: »podpira populacije rastlinskih in / ali živalskih vrst, pomembne za ohranjanje biotske raznovrstnosti določene biogeografske regije.«
- Merilo 4: »podpira rastlinske in / ali živalske vrste v kritični fazi njihovega življenjskega cikla ali nudi zatočišče v neugodnih razmerah.«
- Merilo 5: »redno podpira 20.000 ali več vodnih ptic.«
- Merilo 6: »redno podpira 1 % posameznikov v populaciji ene vrste ali podvrste vodnih ptic.«
- Merilo 7: »podpira pomemben delež avtohtonih podvrst, vrst ali družin avtohtonih rib, stopnje življenjske zgodovine, interakcije vrst in / ali populacij, ki predstavljajo koristi in / ali vrednote mokrišč in s tem prispevajo k globalni biotski raznovrstnosti.«
- Merilo 8: »je pomemben vir hrane za ribe, drstišča, drevesnice in/ali selitvene poti, od katerih so odvisni staleži rib v mokriščih ali drugje.«
- Merilo 9: »redno podpira 1 % posameznikov v populaciji ene vrste ali podvrste ne-ptičjih vrst, odvisnih od mokrišč.«

## Klasifikacija
Ramsarski sistem razvrščanja za mokrišča je klasifikacija mokrišč, razvita v okviru Ramsarske konvencije, namenjena hitri identifikaciji glavnih vrst mokrišč za namene Konvencije.

### Morsko / obalno močvirje
- Slana voda:
  - stalno:
    - (A) Stalne plitke morske vode: pri oseki globoko manj kot 6 m; vključno z morskimi zalivi in ožinami
    - (B) Morska subtidalna vodna korita: podvodna vegetacija; vključno z gredicami alg in gredicami morske trave ter tropskimi morskimi travniki
    - (C) Koralni grebeni

  - obale:
    - (D) Skalnate morske obale
    - (E) Peščene, prodnate ali kamnite obale
- Slana ali brakična voda:
  - Bibavični pas:
    - (G) Medplimno blato, pesek ali slane površine
    - (H) Medplimna močvirja
    - (I) Medplimna gozdnata mokrišča

  - Lagune:
    - (J) Obalne brakične / slane lagune

  - Estuarne vode:
    - (F) Estuarne vode
- Slana, brakične ali sladke voda:
  - Podzemlje:
    - (Zk(a)) Kras in drugi podzemni hidrološki sistemi
- Sladka voda:
  - Lagune:
    - (K) Obalne sladkovodne lagune

### Celinska mokrišča
- Sladka voda:
  - Tekoča voda:
    - Stalne:
      - Stalne celinske rečna delte (L)
      - Stalne reke / potoki (M)
      - Sladkovodni izviri, oaze (Y)

    - Sezonske / občasne reke / potoki (N)

  - Jezera / bazeni:
    - Trajni > 8 ha (O)
    - Trajni <8 ha (Tp)
    - Sezonski / občasni > 8 ha (P)
    - Sezonski / občasni <8 ha (Ts)

  - Barja na anorganskih tleh:
    - Trajno (prevladujejo zelišča) (Tp)
    - Stalno / sezonsko / občasno (prevladuje grmičevje) (W)
    - Stalno / sezonsko / občasno (prevladuje drevje) (Xf)
    - Sezonsko/občasno (prevladujejo zelišča) (Ts)

  - Močvirja na šotiščih:
    - Stalno (brez gozdov) (U)
    - Stalna (gozdnata) (Xp)

  - Barja na anorganskih ali šotnih tleh:
    - Barja na anorganskih ali šotnih tleh / Visoke nadmorske višine (alpska) (Va)
    - Barja na anorganskih ali šotnih tleh / Tundra (Vt)
- Slane, brakične ali alkalne vode:
  - Jezera
    - Trajno (Q)
    - Sezonsko/občasno (R)

  - močvirja/bazeni
    - Stalno (Sp)
    - Sezonsko / občasno (Ss)
- Sveže, slane, slane ali alkalne vode:
  - Geotermalne (Zg)
  - Podtalne (Zk (b))

### Močvirja, ki jih je ustvaril človek
- (1): Ribniki za ribogojstvo
- (2): Ribniki (kmetijski in živinski ribniki, rezervoarji za male zaloge ali površina manjša od 8 ha)
- (3): Namakana zemljišča
- (4): Sezonsko poplavljena kmetijska zemljišča
- (5): območja izkoriščanja soli
- (6): Skladiščne površine / zbiralniki vode
- (7): Izkopavanja
- (8): Območja čiščenja odpadnih voda
- (9): Kanali in odtočni kanali ali jarki
- (Zk(c)): umetni kras in drugi podzemni hidrološki sistemi